# Magnus Andersson (kampsportare)
Magnus Ove Richard Andersson, född 23 mars 1994, är en svensk thaiboxare som har vunnit SM, NM och varit Lion Fight världsmästare i superweltervikt.

## Bakgrund
Magnus Andersson började träna muay thai vid femton års ålder för att lära sig självförsvar. Han började träna på sitt lokala gym i Halmstad: Halmstad Muay Thai.

## Karriär

### Muay Thai
Debuten skedde vid 18 års ålder.
Andersson var superwelterviktmästare i Lion Fight. En titel han vann 31 augusti 2019 mot Petsangnuan Sor thanasi vid Lion Fight 59 i Göteborg och förlorade 8 mars 2020 mot Sudsakorn Sor. Klinmee vid Lion Fight 62.

#### ONE FC
Andersson debuterade i ONE FC: A New Breed III, 18 september 2020, där han utmanade regerande fjäderviktsmästaren Petchmorakot Petchyindee Academy om dennes titel i galans huvudmatch. En match Andersson förlorade via TKO i tredje ronden.

## Tävlingsfacit

### Muay Thai
| Antal matcher | Vunna matcher | Förlorade matcher |
| ------------- | ------------- | ----------------- |
| Totalt        | 37            | 14                |
| Via KO        | 13            | n/a               |